# Sede de la Wilaya
La Sede de la Wilaya (en árabe: مقر ولاية الدار البيضاء الكبرى, conocida localmente como مقر الولاية Maqarr El-Wilaya o simplemente El-Wilaya)  es el edificio que alberga la administración de la región (wilaya) de la región de Casablanca-Settat. Fue diseñado por Marius Boyer y construido entre 1928 y 1937, durante el protectorado francés. El edificio está situado en la plaza de Mohammed V, en el centro de Casablanca, Marruecos.

## Historia
A petición de Hubert Lyautey, los planos para la construcción de un Hôtel de Ville (casa consistorial) fueron elaborados por primera vez por Henri Prost en 1914, al comienzo del protectorado francés, y luego desarrollados en 1920. Pero fue Marius Boyer quien finalmente ganó el concurso de diseño del edificio administrativo en 1927. La construcción comenzó en 1928 y terminó en 1937.
En 1996, la plaza de Mohammed V fue utilizada para la grabación de la película Kundun, dirigida por Martin Scorsese, representando ésta a la plaza de Tiananmén. La fachada del edificio fue decorada con inscripciones chinas y retratos de Mao Zedong para ambientar la plaza.
En 2015, pasó de albergar la administración de la región de la Gran Casablanca para albergar la de la región de Casablanca-Settat.

## Arquitectura

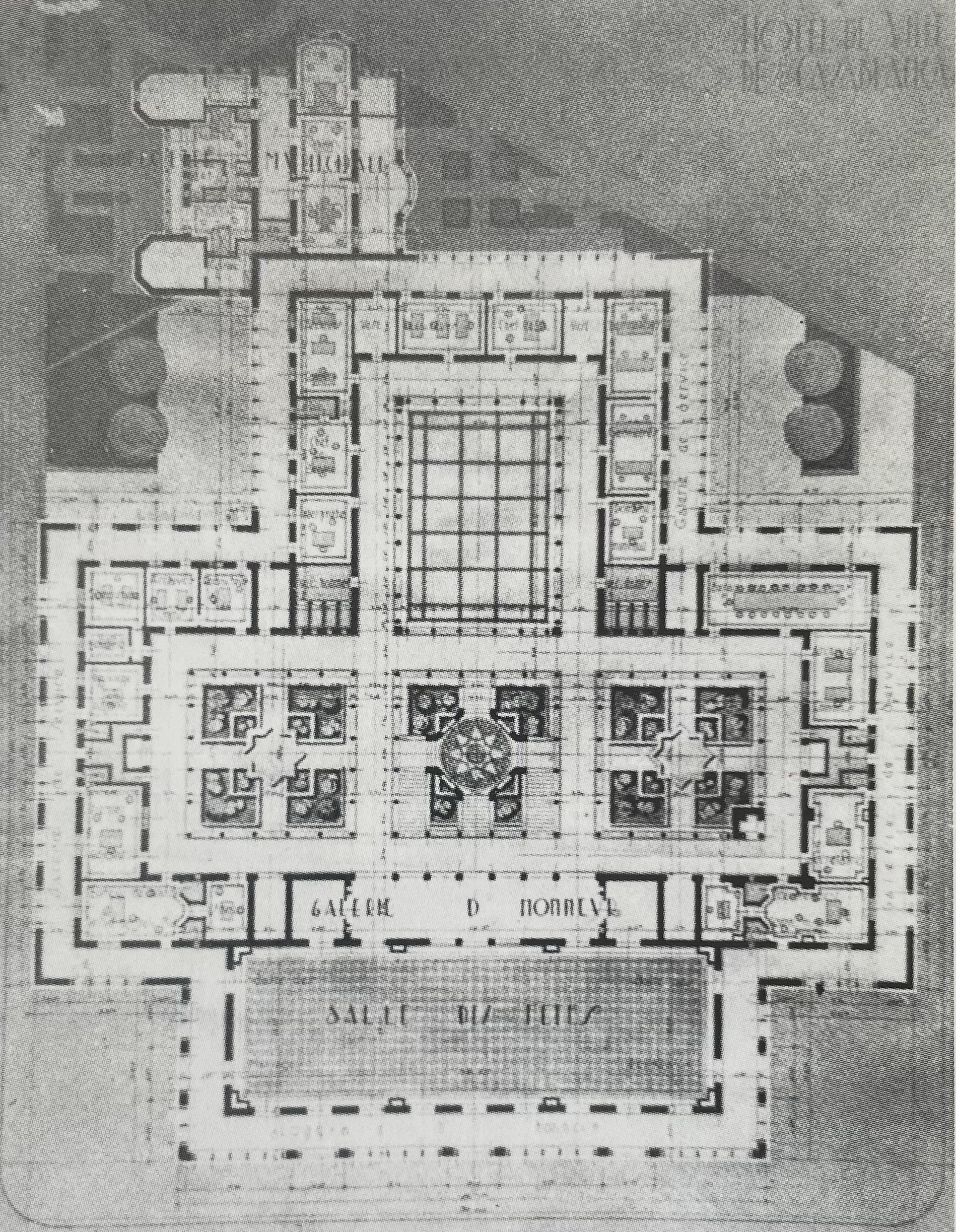
Plano del segundo piso del edificio.

La fachada del edificio está compuesta por una serie de columnas de piedra que rodean la entrada. Por encima de éstas hay un largo balcón con tres grandes aberturas arqueadas. Incluye elementos tradicionales de la arquitectura marroquí: piedra, yeso encalado, azulejos zellige y tejas verdes.
El edificio cuenta con tres sahn, o patios interiores con fuentes y plantas, de estilo riad mauro-andalusí, rodeados por riwaq (arcadas) en el primer y segundo piso. Existe inspiración veneciana en la torre del reloj que se eleva sobre el edificio, así como en las galerías expuestas en el exterior del edificio, que recuerdan al Palacio Ducal de Venecia.
Boyer mezcló en el edificio el art decó francés, particularmente visibles en la torre del reloj y la gran escalera, y elementos de la arquitectura tradicional mauro-andalusí: patios, columnas, arcos y azulejos.
La gran escalera estaba decorada con dos paneles pintados por Jacques Majorelle, aunque desde entonces han sido reubicados.

## Galería

Mármol y cobre utilizados en la gran escalera.
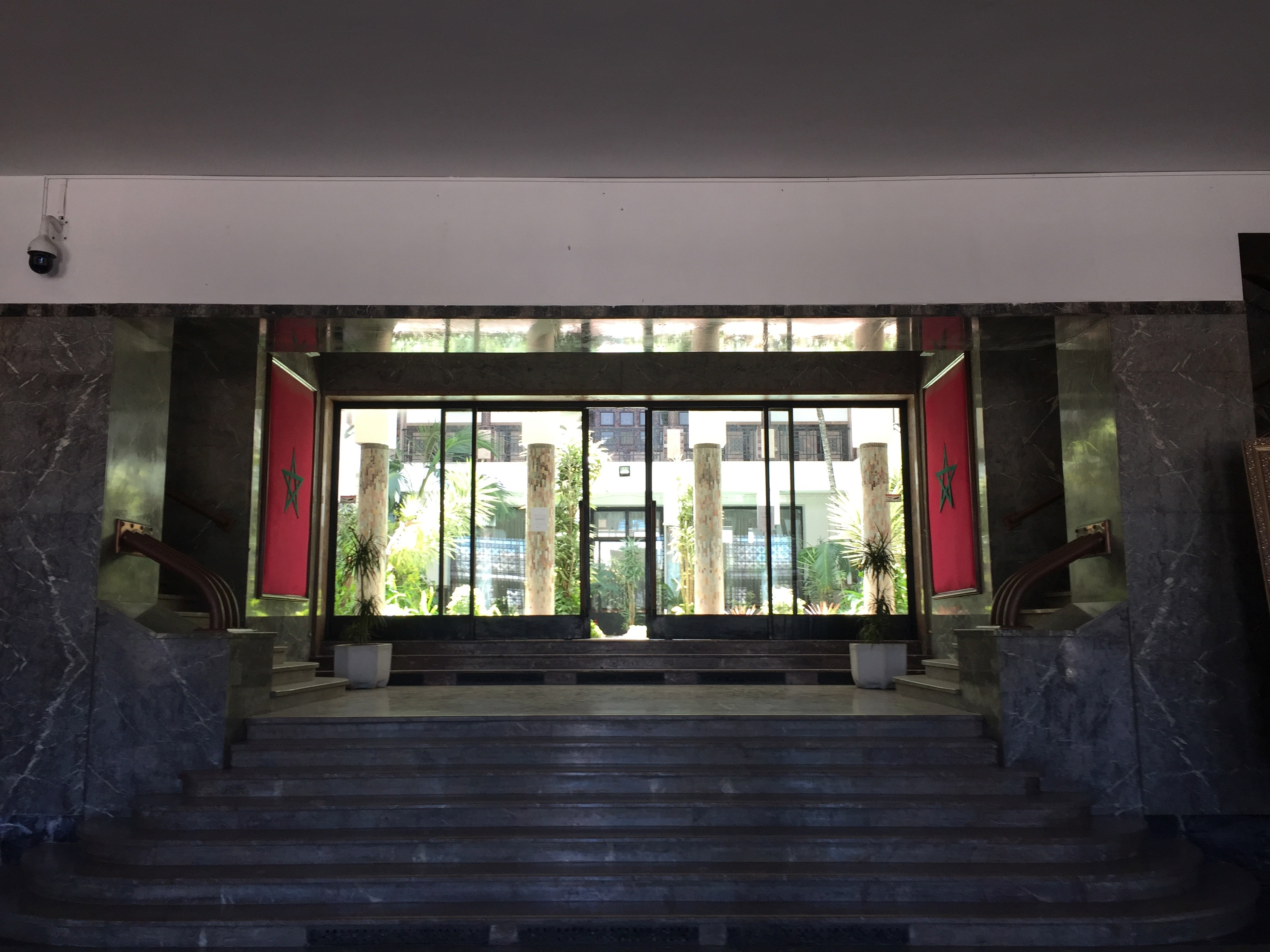
Los patios interiores vistos desde el hall de entrada.
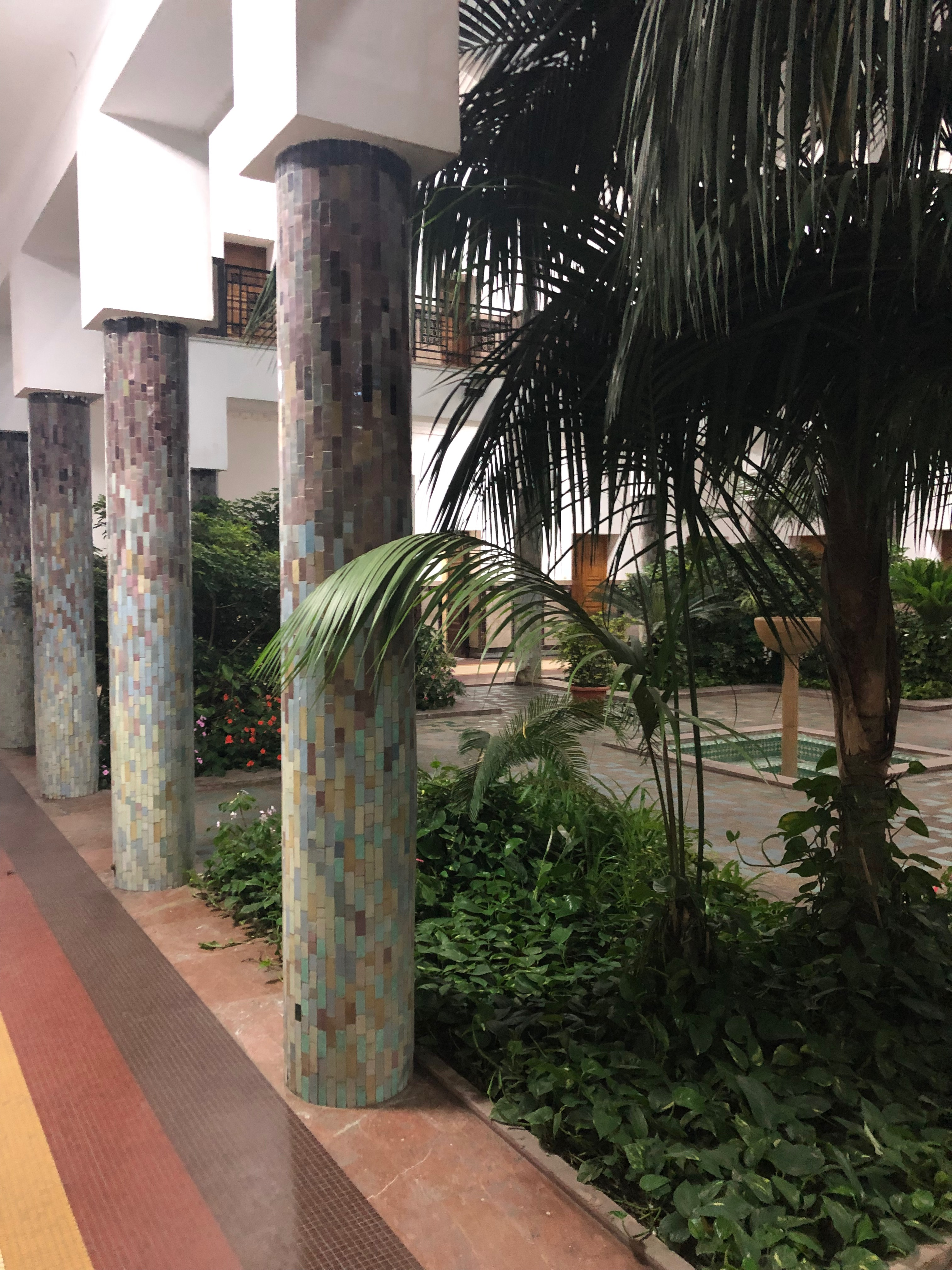
Zellige tradicional reinterpretado.
Columnas cubiertas de zellige en la arcada que rodea el sahn.